# Ian McKinley
Pour les articles homonymes, voir Mc Kinley.

a Compétitions nationales et continentales officielles uniquement.

b Matchs officiels uniquement.
Dernière mise à jour le 29 mars 2021.
Ian McKinley (né le 4 décembre 1989) est un joueur de rugby à XV né en Irlande jouant pour la franchise de Benetton Trévise en Pro14 et, depuis 2017, pour l'équipe d'Italie.  Il évolue au poste de demi d'ouverture.

## Carrière
En 2011, après avoir joué six fois dans la province irlandaise de Leinster, McKinley est contraint d’arrêter le rugby après avoir perdu la vue de son œil gauche. Après sa retraite, il déménage en Italie pour travailler comme entraîneur chez les juniors. Cependant, malgré la perte d'un œil, McKinley fait un retour au rugby en 2014 en Italie en utilisant des lunettes spécialement fabriqués, d'abord avec Leonorso dans un match de troisième division régionale, où McKinley marque 28 points, puis avec Viadana dans la 1ere division italienne, ce qui lui vaut d’être recruté par une autre équipe italienne, les Zebre, en prêt pour remplacer les joueurs impliqués dans la Coupe du Monde 2015 et le Tournoi des Six Nations 2016. Peu de temps après, McKinley signe à Trévise pour la saison 2016-2017 . 
Étant donné que McKinley n’avait jamais joué pour l’Irlande avant son premier départ à la retraite, et qu'il avait passé trois ans dans le rugby italien, cela lui permettait de représenter l’Italie sur la scène internationale.   
Le sélectionneur de l'Italie, Conor O'Shea, inclut en effet McKinley dans son équipe pour les test-matchs de 2017, mais décide finalement de ne pas le faire entrer en jeux,,. Le 11 novembre 2017, cependant, Ian McKinley dispute son premier match international pour l'Italie, lors d'un match contre les Fidji, remplaçant Carlo Canna après 62 minutes. L'Italie gagne ce match 19-10, avec McKinley marquant la dernière pénalité.
Son contrat avec Trévise n'étant pas renouvelé en 2020, McKinley annonce, une seconde fois, le 29 mars 2021, la fin de sa carrière sportive, à l'âge de 31 ans,.

## Documentaire
Son parcours a inspiré notamment la réalisatrice italienne Lia Beltrami (it), qui décide d'adapter au cinéma, un long métrage de 67 minutes intitulé « Lo Sguardo Oltre » (en français, Regarde au-delà). Le film raconte son retour de blessure, mais aussi le combat mené auprès de la fédération internationale, afin d'autoriser les rugbymen à porter, sur un terrain en compétition, des lunettes spécifiques et adaptées à la vision ; malgré les réticences de certaines ligues professionnelles. Le frère d'Ian, prénommé Philip, joue un rôle important, en aidant à la conception du prototype permettant à Ian d'être à nouveau performant.
Beltrami déclare que « cette histoire est destinée à inspirer tous ces jeunes qui perdent courage à cause de handicaps, de la solitude et de la douleur profonde. »
La date de sortie mondiale est annoncée pour le 18 mai 2021 sur les plateformes digitales et numériques en ligne, les avant-premières à Dublin devant être annulées, en raison des fermetures de salles de cinéma, liées aux contraintes sanitaires de la pandémie de Covid-19.